# Ito Hirotada
Hirotada Ito (sinh ngày 5 tháng 12 năm 1987) là một cầu thủ bóng đá người Nhật Bản.

## Sự nghiệp câu lạc bộ
Hirotada Ito đã từng chơi cho Gamba Osaka và Ehime FC.